# Kościół Maryi Matki Kościoła w Dzierżoniowie
Kościół Maryi Matki Kościoła – rzymskokatolicki kościół parafialny należący do dekanatu Dzierżoniów diecezji świdnickiej.

## Historia i architektura
Jest to świątynia poewangelicka, wybudowana według projektu architekta Carla Gottharda Langhansa w latach 1795-1798 obok bramy świdnickiej na placu powstałym po rozebranym trzynastowiecznym zamku książęcym. Budowla Kościelna składa się z obszernej eliptycznej nawy, dookoła której biegną trzy balkony. Balkon najniższy spoczywa na masywnych filarach, a pozostałe na drewnianych kolumnach. Przez lata powojenne świątynia była nieczynna. W 1970 roku została przejęta przez Miejską Radę Narodową, która utworzyła tam czasowo magazyn mebli. W grudniu 1973 roku wybuchł pożar w magazynie przykościelnym, który strawił cześć dachu świątyni i górną część wieży. Budowla została odbudowana w latach 1975-1978, oddana do użytku wiernym w maju 1979 roku jako kościół parafialny rzymskokatolicki. Znajdujący się tu ołtarz z XVII wieku został przeniesiony z kościoła Niepokalanego Poczęcia Najświętszej Maryi Panny przy ulicy Klasztornej.

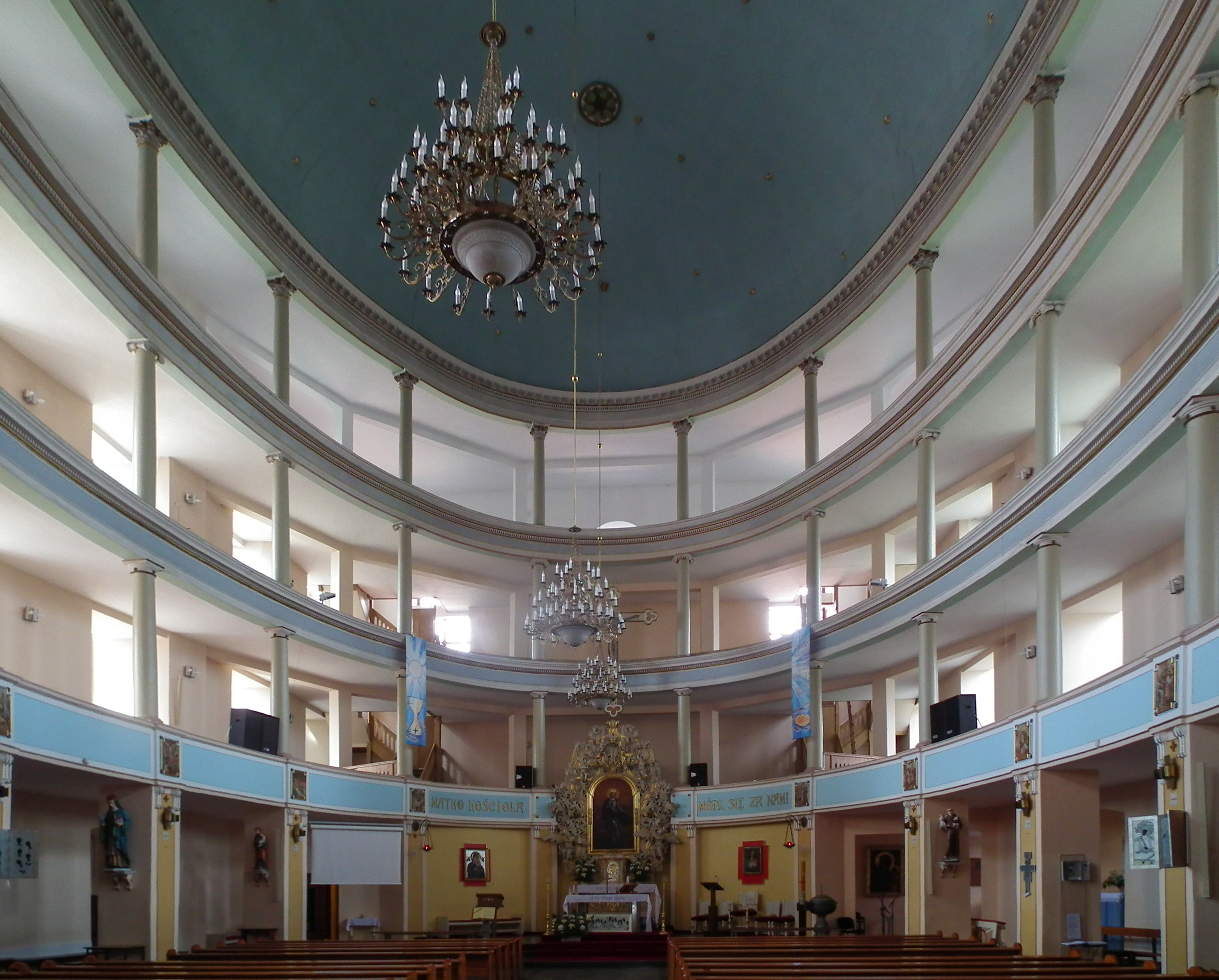
Wnętrze